# Biographisches Lexikon des Kaiserthums Österreich
Il Biographisches Lexikon des Kaiserthums Österreich (in sigla BLKÖ, in italiano Dizionario biografico dell'Impero d'Austria) è un dizionario biografico austriaco che raccoglie le biografie di personalità vissute nei territori dell'Impero d'Austria tra il 1750 e il 1850 raccolte in 60 volumi scritti e pubblicati dal 1856 al 1891 da Constantin von Wurzbach.

## Storia
L'opera di Constantin von Wurzbach contiene 24.254 biografie di persone memorabili nate o vissute nei territori della corona austriaca tra il 1750 e il 1850: si tratta quindi una raccolta unica di dati biografici dell'Impero asburgico. Secondo le stesse dichiarazioni di Wurzbach, circa due terzi di questi sarebbero dovuto essere registrati per la prima volta. Wurzbach si aggrappò allo stato unitario del 1855 e prese in considerazione fino alla fine i paesi che non appartenevano più alla monarchia del Danubio. Ampi riferimenti bibliografici, riferimenti a ritratti, riproduzione di iscrizioni su monumenti ed epitaffi, numerose genealogie dettagliate descrittive e tabulari e stemmi dei membri dell'aristocrazia hanno costantemente rotto il quadro prescritto.
Il progetto, originariamente concepito per sei volumi e poi per dodici volumi, alla fine è cresciuto fino a 60 volumi a causa dell'ampio materiale. Ad ogni volume sono allegati diversi registri di persone diverse e dettagliati.

## Nota finale dell'autore
Nonostante la malattia e molte altre difficoltà, il lavoro fu finalmente completato il 3 luglio 1891. Finora nessuno è riuscito - nonostante l'inarrestabile progresso tecnico da allora - a completare un lavoro comparabile. Alla fine del sessantesimo volume Wurzbach ha impostato la seguente quartina:
Gottlob, das große Werk ist nun zu Ende,
Es war daran, dass ich es nicht vollende –
Ich ganz allein schrieb diese sechzig Bände!
Lexikonmüde ruhen aus die Hände.»
Grazie a Dio, il grande lavoro è finito,
è stato perché non l'ho completato -
ho scritto questi sessanta volumi da solo!
Il dizionario stanco riposa dalle mani.»

## Altre edizioni
Nel 1916, iniziarono i lavori preliminari su una nuova edizione ampliata dell'opera di Wurzbach, col titolo di Neue Österreichische Biographie. I libri di testo con biografie dettagliate sono stati programmati come "Abteilung 1", una bibliografia (pubblicata in un volume 1925) come "Abteilung 2" e un Biographisches Grundbuch mit Kurzbiographien (mai pubblicato) come "Abteilung 3". Nove volumi dell' "Abteilung 1" furono pubblicati nella NÖB, dal volume 10, i volumi di questa serie sono stati quindi pubblicati col titolo di Grandi Austriaci. Nel 1987 venne pubblicato l'ultimo volume numero 22.